# 巴诺涅-勒库夫朗斯
巴诺涅-勒库夫朗斯（法語：Banogne-Recouvrance，法語發音：[banɔɲ ʁəkuvʁɑ̃s]）是法国大東部大區阿登省的一个市镇，属于勒泰勒区。该市镇于1828年由原市镇巴诺涅（Banogne）和勒库夫朗斯（Recouvrance）合并而成。

## 地理
巴诺涅-勒库夫朗斯（49°34'20"N, 4°7'39"E）面积19.01 平方千米，位于法国大東部大區阿登省，该省份为法国北部内陆省份，西接埃纳省，南至马恩省，东临默兹省，北与比利时接壤。
与巴诺涅-勒库夫朗斯接壤的市镇（或旧市镇、城区）包括：孔代莱埃尔皮、阿诺涅圣雷米、圣费尔热、圣日耳曼蒙、小圣康坦、勒图尔。
巴诺涅-勒库夫朗斯的时区为UTC+01:00、UTC+02:00（夏令时）。

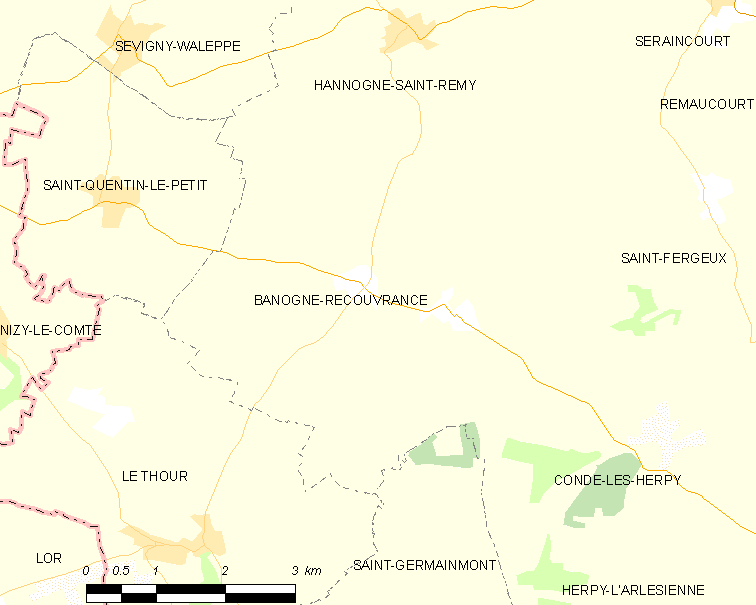
巴诺涅-勒库夫朗斯的OSM定位图

## 行政
巴诺涅-勒库夫朗斯的邮政编码为08220，INSEE市镇编码为08046。

## 政治
巴诺涅-勒库夫朗斯所属的省级选区为波尔西安堡县。

## 人口

1962-2008年间巴诺涅-勒库夫朗斯人口变化图示

巴诺涅-勒库夫朗斯于2022年1月1日时的人口数量为163人。